# Таразед
Таразед (γ Aql/Гамма Орла) — двойная звезда в созвездии Орла. Звезда является компонентом астеризма Коромысло весов.
Это оранжевый яркий гигант спектрального класса K3. Звезда находится на расстоянии 460 световых лет от Солнца, в 100 раз больше последнего по диаметру и в 2538 раз ярче. Если бы она располагалась на месте Солнца, то достигла бы орбиты Венеры. Температура поверхности 4100 K. Видимая звёздная величина Таразеда 2,72.
Название происходит от персидского названия астеризма, в который входит звезда — شاهين ترازو , šāhin tarāzu.
Персидское «šāhīn»(королевский сокол) и «tarāzu»(правосудие) со временем, разделившись на две части дало название двум звёздам — собственно «Таразед» и «Альшаин» (Alshain β Aquilae)

В каталоге звёзд в Calendarium Al Achsasi Al Mouakket эта звезда определялась Menkib al Nesr (منكب ألنسر — mankib al-nasr), что было переведено на латынь как Humerus Vulturis (плечо орла).
В Китайской традиции эта звезда относится к астеризму 河鼓 (Hé Gŭ — Речной Барабан), состоящему из γ Aquilae, β Aquilae и Альтаир. Собственно γ Aquilae известен как 河鼓三 (Hé Gŭ sān, Третья Звезда Речного Барабана). В китайской мифе Ткачиха и Пастух эти звезды (γ Aql и β Aql) являются детьми Нюлана (牛郎 Niulang — Пастух, Альтаир) и Чжинюй (織女 Zhinü — Ткачиха, Вега).

## Гамма Орла B
У Таразеда имеется компаньон с видимым блеском 10,7.